# 모토블러
모토블러(영어: Motoblur, 정식 명칭은 MOTOBLUR)는 모토로라 모빌리티가 안드로이드를 기반으로 제작한 소셜 네트워크 서비스이면서, 모토로라 시리즈의 스마트폰의 사용자 UI의 명칭이다. 트위터, 페이스북 등 소셜 네트워크를 테더링 시킬 수도 있고, 네이버, 구글과 같은 포털 사이트도 테더링 시킬 수 있다.

## 지원 제품[1]
- 모토로라 모토로이[2]
- 모토로라 디파이
- 모토로라 아트릭스
- 모토로라 줌
- 모토로라 레이저
- 모토로라 모토믹스
- 모토로라 모토글램
- 모토로라 모토쿼티

## 모토블러 (사용자 UI,UX 버전)
기본적으로 모토블러 UI는 터치위즈와는 달리 HTC 센스처럼 OS 버전에 의존적인 UI이다. 모토블러 UI는 모토로라 고유의 통합 SNS 서비스인 모토블러에서 나온 명칭이다.

### 모토블러 1.0
이클레어 기반의 UI이다. 홈 화면 아래에 전화버튼과 문자메시지 버튼 형태가 다른 점을 제외하면 안드로이드 순정 UI와 디자인 차이가 거의 없다. 미리 탑재된 모토블러 위젯은 사용자의 SNS계정을 통합적으로 관리하고, 사용할 수 있게 도와준다.
- 지원 단말기
  - 모토로이
  - 모토쿼티
  - 모토글램

### 모토블러 2.0
프로요 기반의 UI이다. 기본적인 디자인은 1.0과 비슷하며, 몇 가지 위젯이 추가되었다.
- 지원 단말기
  - 모토믹스
  - 디파이
  - 아트릭스 (프로요 버전)

### 모토블러 3.X
진저브레드 기반의 UI이다. 임프루브드 UI(Improved UI)라고도 부른다. 기존의 모토블러 1.0과는 달리 홈 화면에 터치위즈와 유사하게 자유자재로 아이콘을 바꿀 수 있는 하단 아이콘 독을 지원하며 홈 화면 아래에 홈 화면 스크롤 바가 생겨 홈 화면의 위치를 확인할 수 있다. 기본 홈 화면도 원색계열의 대비가 강한 화면으로 변경되었다. 또한 HTC 센스와 유사하게 여러 가지 홈 화면 테마도 지원하며, 설정 화면도 백색 테마로 변경되었다. 메뉴창도 반투명하게 변경되었다. 이 UI는 순정 진저브레드 UI보다 순정 아이스크림 샌드위치 UI와 디자인적으로 더 유사하다.
3.5버전에서는 앱 서랍이 가로 스크롤과 가로 화면을 지원하고 사용하지 않은 앱을 숨길 수 있다. 또한 오른쪽 위의 마켓 버튼을 앞으로 빼놓아 플레이 스토어를 바로 실행할 수 있다.
- 지원 단말기 - 모토블러 3.
  - 아트릭스 (진저브레드 버전),
- 지원 단말기 - 모토블러 3.5
  - 레이저 (진저브레드 버전)
  - 더블비

### 모토블러 4.0
아이스크림 샌드위치 또는 젤리 빈 기반의 UI이다. 홈 화면이나 앱 서랍은 기본적으로 안드로이드 순정 UI와 유사하지만 순정 UI와는 달리 앱 서랍에 앱 카테고리를 만들 수 있다. 잠금화면에서 카메라 뿐 아니라 바로 전화와 문자를 실행시킬 수 있다.
아이스크림 샌드위치로 출시된 단말기는 갤럭시 넥서스, 넥서스 4와 유사하게 외부 버튼이 없고, 내부에 작동 버튼이 존재한다. AMOLED의 짧은 수명에 의해 생기는 내부 버튼부의 번인을 방지하기 위해 상단 알림창과 하단 터치버튼 부분이 반투명하게 처리되어있다. 홈 화면을 왼쪽으로 스크롤하면 WiFi 등을 빠르게 켜고 끌 수 있는 빠른 설정을 지원한다 (모토로라 코리아가 제작한 대한민국 모델은 제외).
- 지원 단말기
  - 레이저 (아이스크림 샌드위치 버전) - 터치 버튼 미탑재
  - 아트릭스 HD
  - 드로이드 레이저 HD
  - 드로이드 레이저 M
  - 드로이드 레이저 I

### 모토블러 UX
허니콤 기반의 UI이다. 모토로라의 안드로이드 기반 태블릿 컴퓨터에서 사용되며, OS가 업그레이드 된 이후에도 변경되지 않았다.
- 지원 단말기
  - 모토로라 줌

## 같이 보기
- 모토로라
- 다른 안드로이드 기기 제조사들의 UI
  - 삼성 터치위즈
  - HTC 센스
  - 소니 레이첼 UI
  - 델 스테이지 UI
  - LG 옵티머스 UI
  - 팬택 플럭스
  - KT테크 테이크 UI
  - 샤프 필 UX
  - 화웨이 이모션 UI
  - MIUI
  - NTT도코모 팔레트 UI